# Erdenecogt járás
Erdenecogt járás (mongol nyelven: Эрдэнэцогт сум) Mongólia Bajanhongor tartományának egyik járása. Területe 4100 km². Népessége kb. 5900 fő.
Székhelye Erdenecogt (Эрдэнэцогт), mely 29 km-re északkeletre fekszik Bajanhongor tartományi székhelytől.